# Cenote

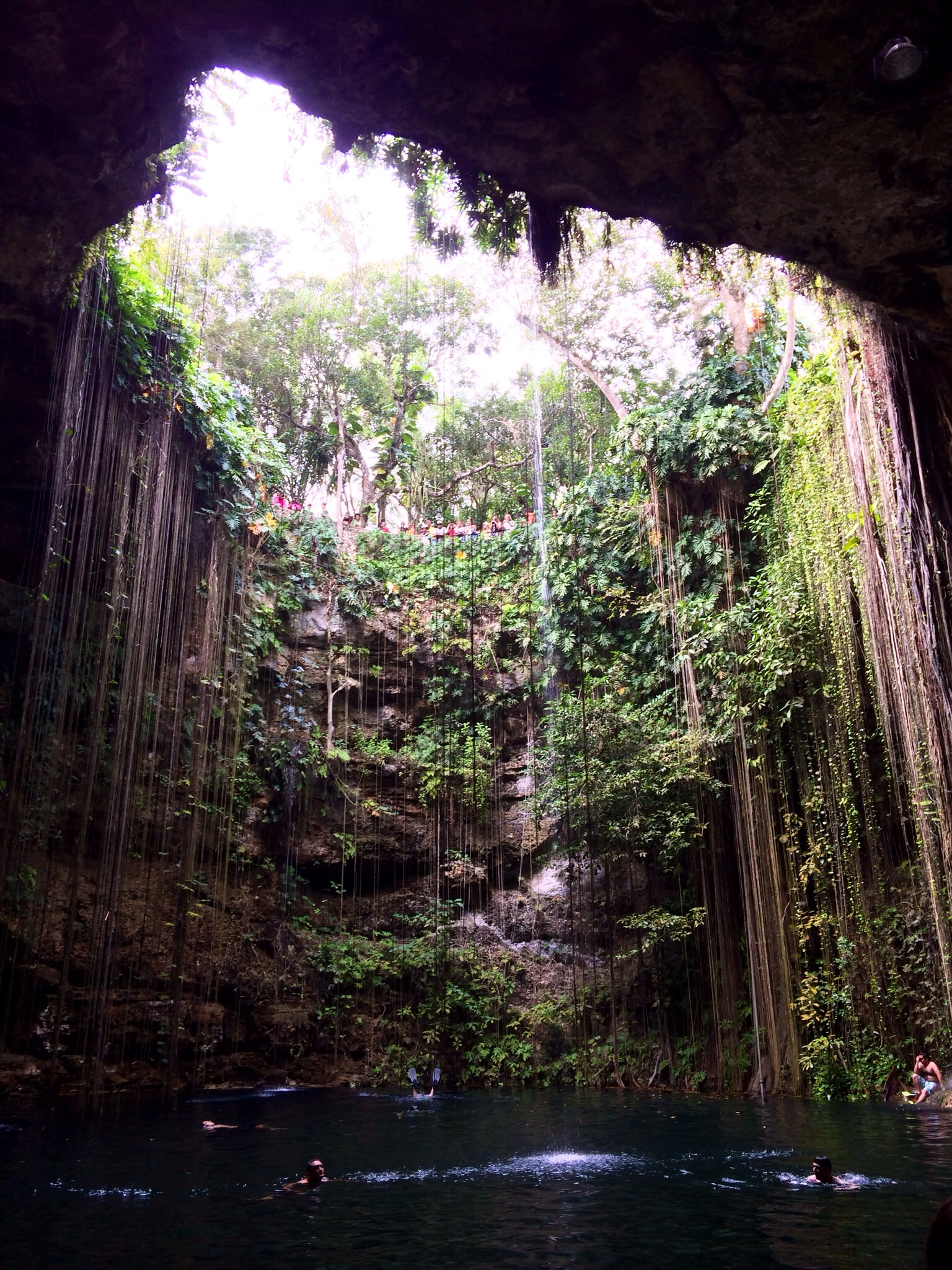
Cenote Ik Kil.

Un cenote (del maya ts'ono'ot: ‘hoyo con agua’)es una dolina inundada de origen kárstico. Existen varios tipos de cenotes: a cielo abierto, semiabiertos y subterráneos o en gruta. Esta clasificación está directamente relacionada con la edad del cenote, siendo los cenotes maduros aquellos que se encuentran completamente abiertos y los más jóvenes los que todavía conservan su cúpula intacta. Como otras muchas estructuras geomorfológicas, los cenotes son estructuras transitorias que finalmente pueden terminar rellenos y desecados, pasando a formar parte de lo que se conoce como un río subterráneo paleokarst.

## Formación

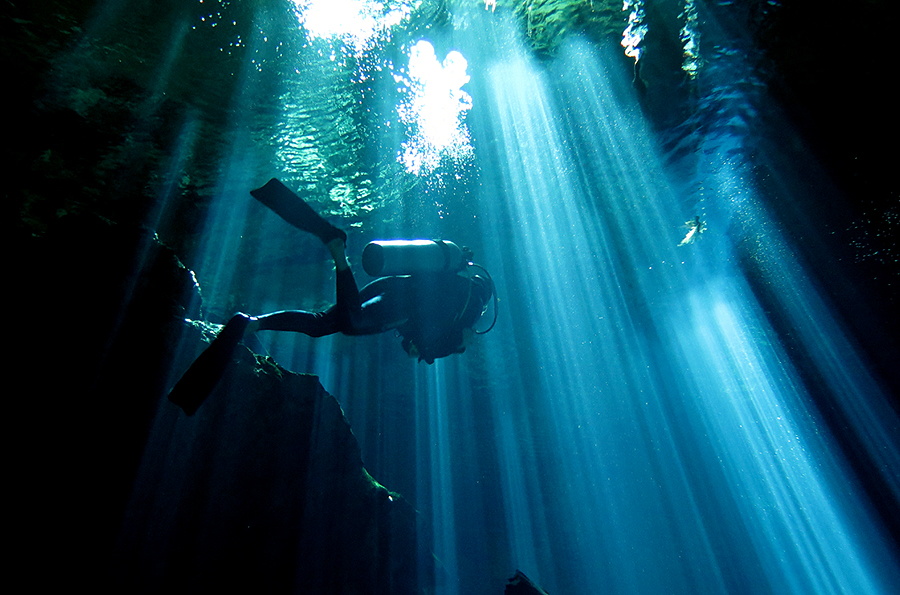
Buceo en cenotes

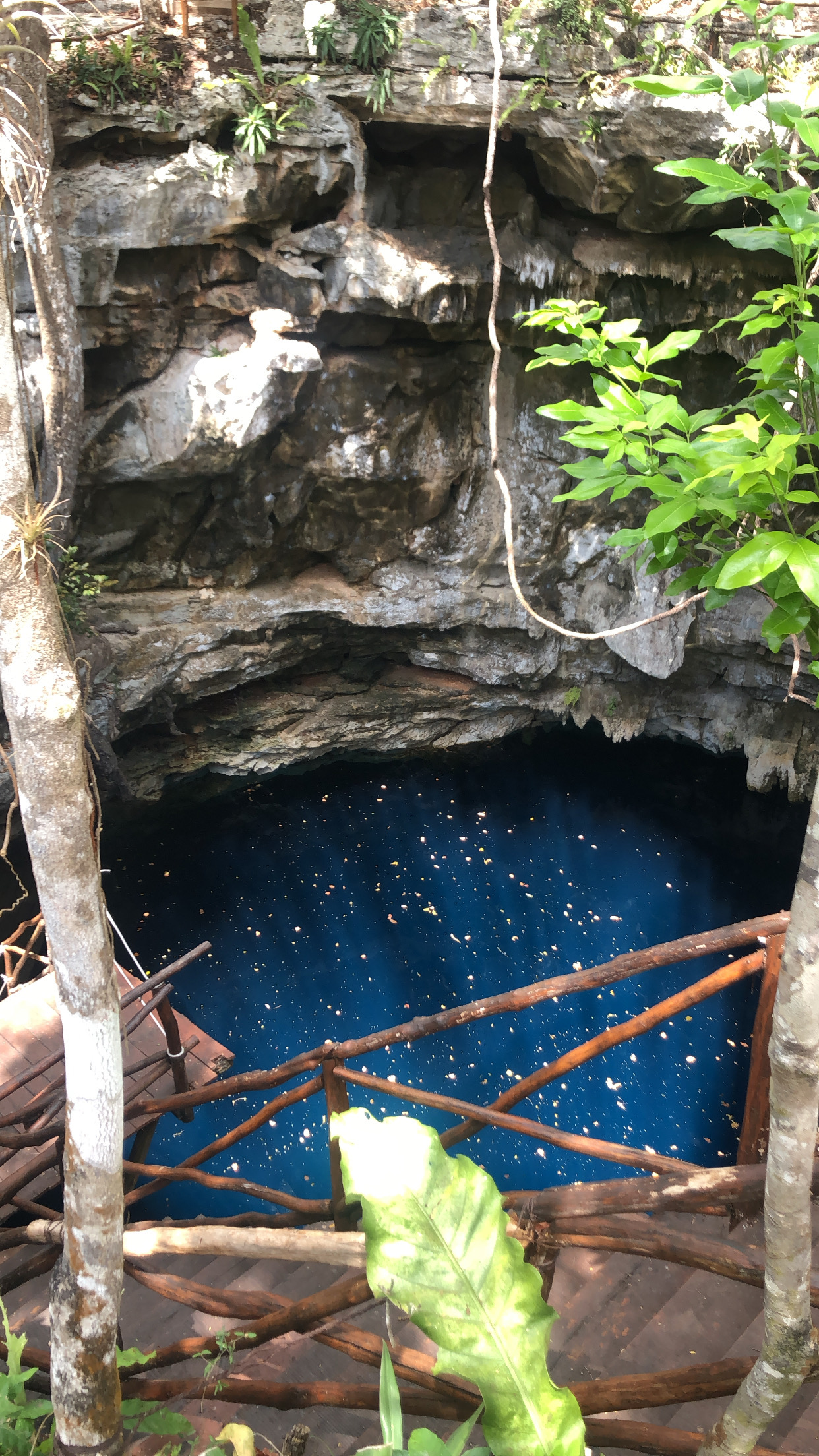
Cenote en Yucatán

Su morfología suele ser típicamente subcircular, y con las paredes abruptas. Por la evolución del macizo kárstico, el cenote comienza siendo una cámara subterránea producida por la disolución de la roca caliza por la infiltración del agua de lluvia. Finalmente, conforme la cavidad va aumentando de tamaño, el cenote puede terminar aflorando a la superficie por colapso de la cúpula.
Los cenotes se formaron durante las épocas de bajada del nivel del mar durante los pulsos glaciares del Pleistoceno. Los cenotes son, en la mayor parte de los casos, ensanchamientos de complejas redes fluviales subterráneas. En estos, el agua marina, más densa que la dulce, puede penetrar por el fondo del sistema freático. Por ello, hay cenotes en los que a partir de determinada profundidad el agua pasa de dulce a salada, incluso a muchos kilómetros de la costa. Esta superficie de contacto entre el agua dulce y marina recibe el nombre de haloclina, y provoca interesantes efectos visuales.

## Sistemas interconectados

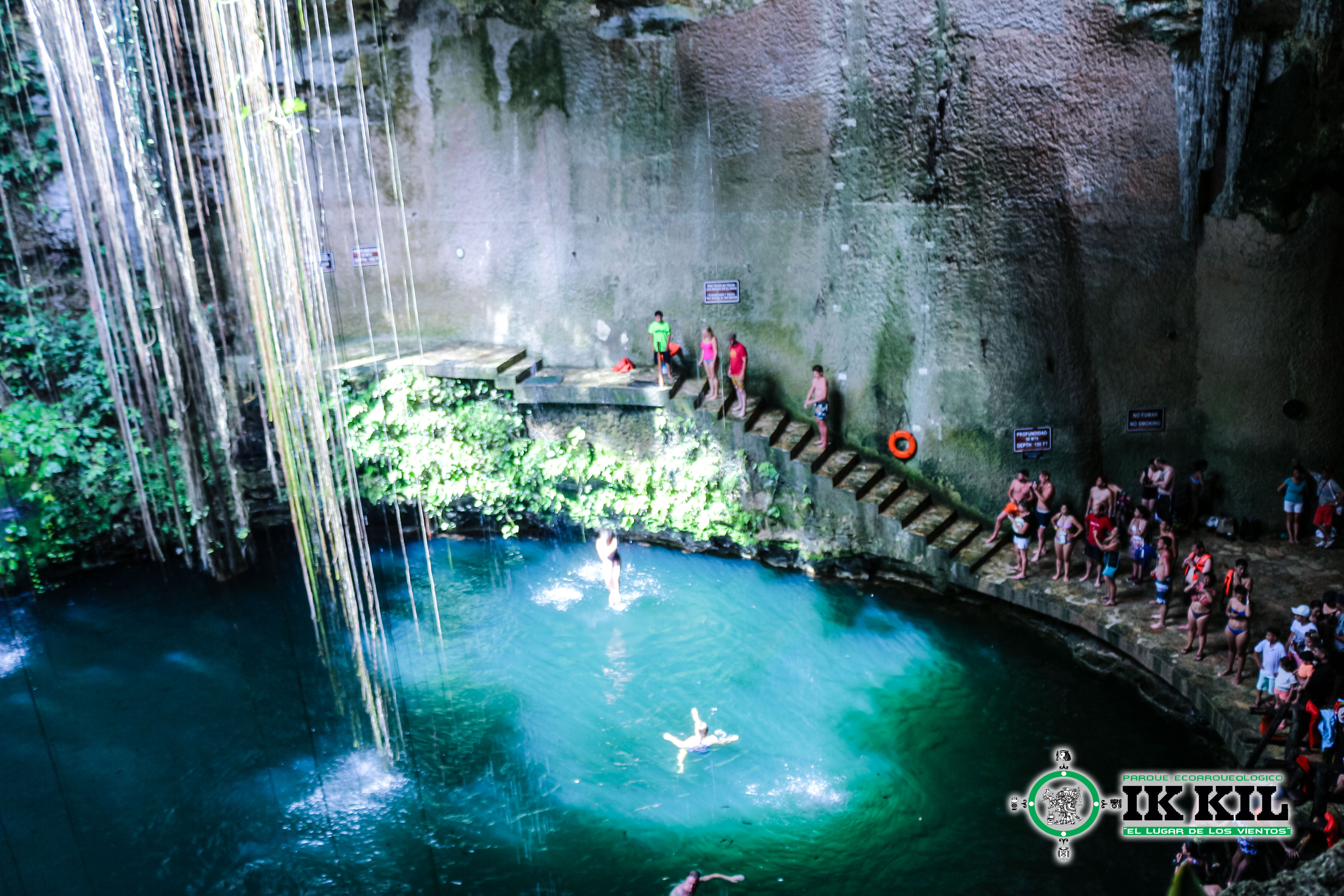
El Cenote IK KIL es uno de los más reconocidos mundialmente.

La espeleología ha demostrado en el anillo de cenotes de la península de Yucatán la existencia de interconexiones entre los cenotes y entre estos y el mar, evidenciando un verdadero sistema de escurrimiento subterráneo.
Los cenotes son estructuras geomorfológicas típicas de las plataformas calizas de la península de Yucatán y la península de Florida. Hay cenotes también en diversos lugares del mundo aunque con frecuencia reciben nombres diferentes. Es el caso de las llanuras de Nullarbor, al norte de la Gran Bahía Australiana y, también en las Bahamas, en donde se les conoce como blue holes o agujeros azules. En el estado de Yucatán, donde se ha explotado turísticamente a los cenotes se calcula que hay más de 2400 formaciones de este tipo y existe todo un programa para inventariarlos, preservarlos y ponerlos al alcance de los visitantes cuyo número cada día se incrementa.

## Fauna y flora
Algunos cenotes poseen rica variedad en flora y fauna de agua dulce en vías de extinción: el pez ciego de Yucatán (Typhliasina pearsei), la damablanca ciega (Ogilbia pearsei), la anguila ciega (Ophisternon infernalis), la anguila de lodo (Ophisternon aenigmaticum), esponjas, bivalvos, camarones y crustáceos despigmentados (como el Speleonectes tulumensis) y plancton. Algunos de ellos también han sido poblados artificialmente con nuevas especies. En zonas muy cercanas a la costa, además de las especies antes mencionadas, se pueden encontrar algunos peces de agua salada tales como pargos y mojarras, que llegan por conductos subterráneos que comunican el fondo del cenote con el mar.

## Vestigios fósiles
El subsuelo de la península de Yucatán está formado por el acumulamiento de diversos animales marinos, principalmente de concha, los cuales al morir fueron acumulándose y degradándose hasta compactarse densamente formando roca calcárea. En el interior de los cenotes se pueden ver rastros de estos organismos y corales fosilizados. En el cenote Kambul se han encontrado fósiles de tiburones y sirénidos.

## Contaminación

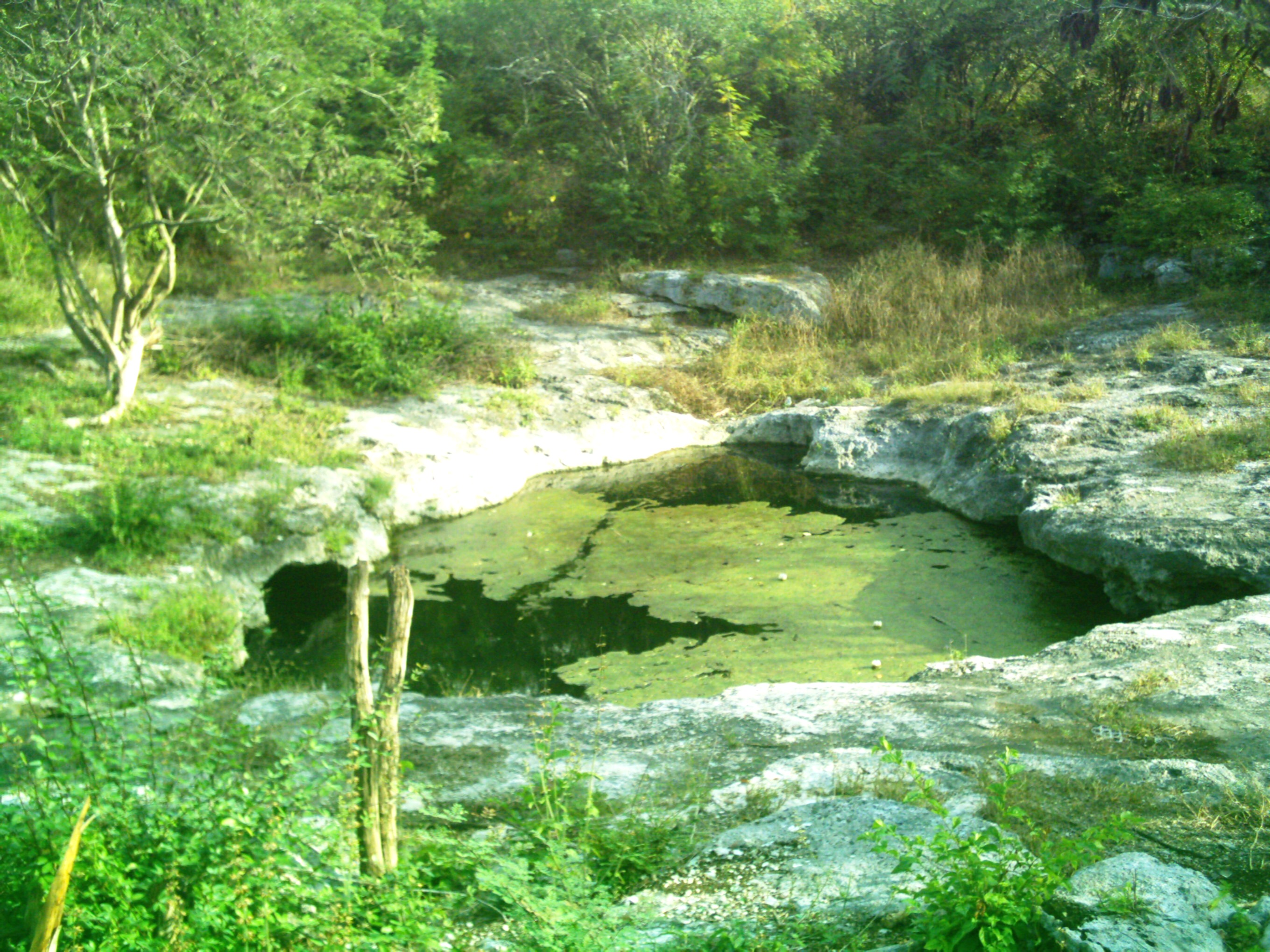
Cenote Chen Há, el cual muestra contaminación de aguas negras.

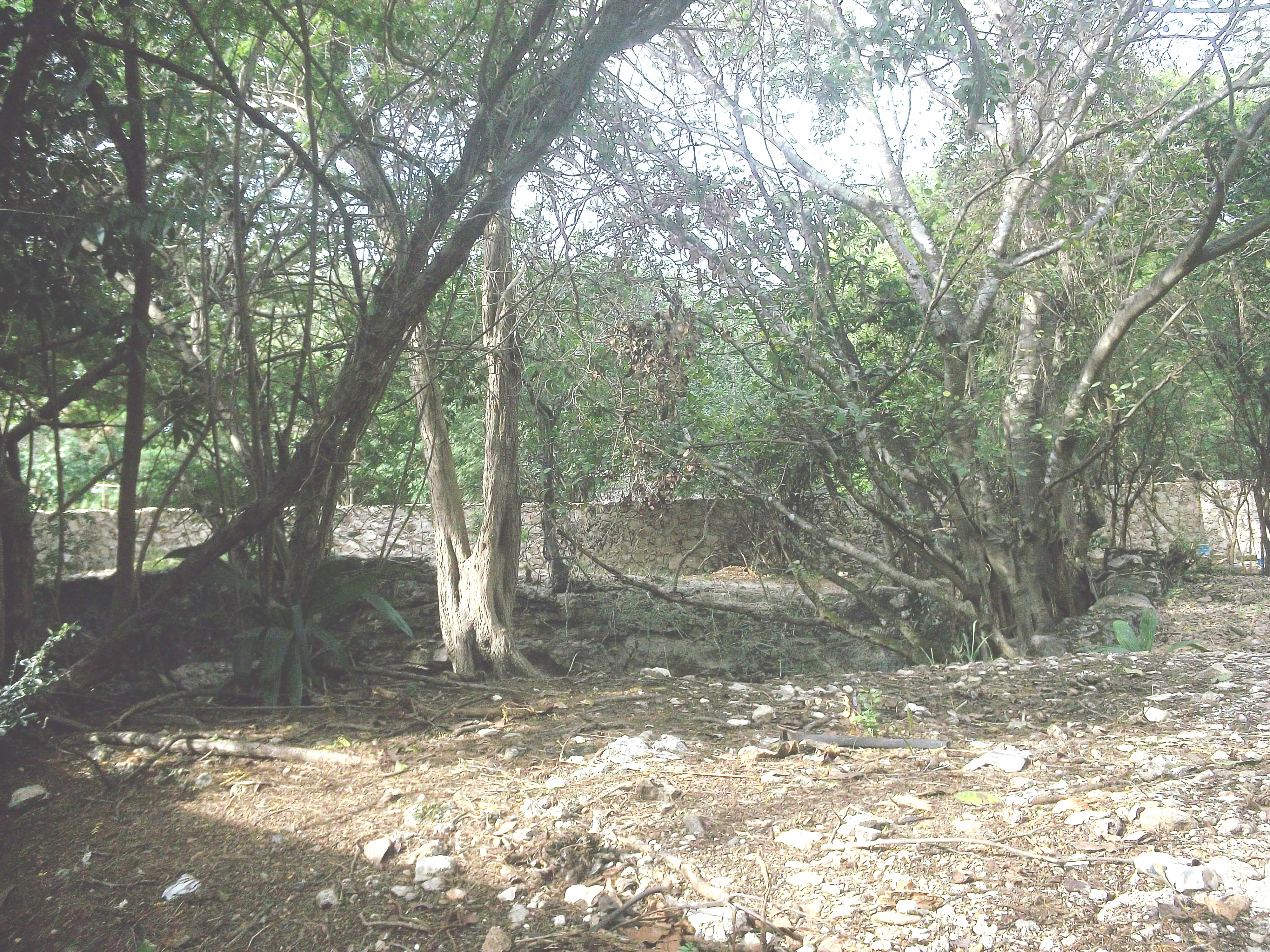
Cenote Chapultepec, en la ciudad de Mérida.

Lamentablemente algunos de ellos, como el denominado «Pochote» o «Che-Há», cerca de la población de Dzityá en el municipio de Mérida, han sido contaminados por filtraciones de aguas negras y desechos sólidos. De acuerdo a los investigadores y testimonios de diversos arqueólogos radicados en la península de Yucatán se ha comprobado que quienes ejercen la contaminación lo hacen por medio de desechos de basura en los cenotes en las que se encontró calcio (50%), cloruro (20%), nitrógeno (15%), bicarbonato (11%) y sodio (4%).

## Los cenotes en la cultura maya
Etimológicamente, como ya se señaló, la palabra cenote —con la que se designa un pozo natural en terreno calizo, formado por el derrumbamiento del techo de una o varias cavernas— procede de la voz maya dz'onot, tzonot o Ts'ono'ot (sustantivo masculino) que significa «caverna con agua». Tanto el vocablo dzonot como el apócope dzon están presentes en los nombres de muchas poblaciones de la región tales como Dzoncauich, San Francisco Dzon, Chikindzonot, Kancabdzonot, Yokdzonot y Dzonot Carretero.
En algunos cenotes los mayas hacían sacrificios humanos rituales; los expertos han corroborado a través de un proceso de análisis de los huesos (osteotafonómico), que la mayoría de los restos hallados por arqueólogos y buceadores pertenecían a niños menores de 11 años y a adultos varones. Generalmente, en este tipo de restos se hallan marcas rituales como cortes para desarticular o descarnar, huesos quemados y marcas de desollamiento.
Hace algún tiempo se descubrió que el cenote «Pochote» o «Che-Há» tiene en su cercanía una serie de petroglifos mayas.

## Clasificación de cenotes
Los cenotes se clasifican en:
- Cenotes de cielo abierto (como los de Chichén Itzá)
- Cenotes semiabiertos
- Cenotes subterráneos o de gruta (como el del Sistema Sac Actun)

## Lista de algunos cenotes
Anexo:Cenotes de la península de Yucatán.
Cenotes en Yucatán México